# Primula muscoides
Primula muscoides är en viveväxtart som beskrevs av Joseph Dalton Hooker och David Allan Poe Watt. Primula muscoides ingår i släktet vivor, och familjen viveväxter. Inga underarter finns listade i Catalogue of Life.